# Mathias Lithner
Mats Erik Mathias Lithner, född 13 december 1979 i Fosie församling, Skåne, är en svensk skådespelare. 

## Biografi
Lithner är utbildad vid Teaterhögskolan i Stockholm 2001–2005 och gjorde sin praktik i Hägrar på Elverket 2003–2004. Han medverkade i slutproduktionen på teaterhögskolan i Dagarnas ljus, i regi av Finn Poulsen. Han har också setts i Loranga, Masarin och Dartanjang, i regi av Ellen Lamm för Unga Riks 2003–2005. Mathias Lithner har även gjort kullerbyttor och andra krumbukter för Malmöpublikens i föreställningen Ultimate Games 1997–2004. Lithner är sedan 2009 fast anställd som skådespelare på Smålands Musik och Teater i Jönköping.

## Utmärkelser
- 2001 – Burlövs kommuns kulturstipendium

## Filmografi
- 2004 – Glömskans brev
- 2005 – Lasermannen (TV-serie)
- 2006 – Lite som du (TV-serie)
- 2008 – Familjen Babajou (TV-serie)
- 2010 – Solsidan (TV-serie)
- 2010 – Svinalängorna
- 2011 – Arne Dahl (TV-serie)
- 2012 – Hinsehäxan (TV-serie)
- 2013 – Äkta människor (TV-serie)
- 2018 – Advokaten (TV-serie)
- 2020 – Jakten på en mördare (TV-serie)
- 2021 – Drugdealer (TV-serie)
- 2021–2022 – Tunna blå linjen (TV-serie)
- 2022 – UFO Sweden
- 2023 – Detektiven från Beledweyne (TV-serie)

## Teater

### Roller (ej komplett)
| År   | Roll                                                          | Produktion                                                             | Regi                  | Teater                      |
| ---- | ------------------------------------------------------------- | ---------------------------------------------------------------------- | --------------------- | --------------------------- |
| 2003 | Masarin                                                       | Loranga, Masarin och Dartanjang Barbro Lindgren                        | Ellen Lamm            | Frontalteatern/ Parkteatern |
| 2005 | Svalan Maskrosen Nyttoväxt Backabarn Julbock Fru Fabriksägare | Petter och Lotta och stora landsvägen Lucas Svensson efter Elsa Beskow | Carolina Frände       | Dramaten                    |
| 2017 | Cosmé McMoon                                                  | Strålande, Miss Foster! Peter Quilter                                  | Mikaela Ramel         | Smålands Musik och Teater   |
| 2018 |                                                               | Körsbärsträdgården (Вишнёвый сад, Visjnjovyj sad) Anton Tjechov        | Dennis Sandin         | Smålands Musik och Teater   |
| 2019 |                                                               | Melancholia Lars von Trier                                             | Jesper Mases Berglund | Smålands Musik och Teater   |
| 2020 | Håkan Törnqvist                                               | Hedda Gabler Henrik Ibsen                                              | Hugo Hansén           | Smålands Musik och Teater   |